# Klaus Kynde Nielsen
Klaus Kynde Nielsen (Aarhus, 13 de abril de 1966) es un deportista danés que compitió en ciclismo en la modalidad de pista, especialista en la prueba de persecución por equipos.
Participó en los Juegos Olímpicos de Barcelona 1992, obteniendo una medalla de bronce en la prueba de persecución por equipos (junto con Ken Frost, Jimmi Madsen y Jan Bo Petersen).
Ganó una medalla de bronce en el Campeonato Mundial de Ciclismo en Pista de 1993, en la misma disciplina.

## Medallero internacional
| Juegos Olímpicos   | Juegos Olímpicos   | Juegos Olímpicos  | Juegos Olímpicos        |
| Año                | Lugar              | Medalla           | Competición             |
| ------------------ | ------------------ | ----------------- | ----------------------- |
| 1992               | Barcelona (España) | Medalla de bronce | Persecución por equipos |
| Campeonato Mundial |                    |                   |                         |
| Año                | Lugar              | Medalla           | Competición             |
| 1993               | Hamar (Noruega)    | Medalla de bronce | Persecución por equipos |